# 山手234番館
山手234番館（やまて234ばんかん、英: Bluff No.234）は、神奈川県横浜市中区山手町にある西洋館である。

## 歴史
1923年9月1日に発生した関東大震災では横浜の多くの家屋が失われ、山手も瓦礫の山と化した。駐留していた外国人は神戸市や上海など他の都市に移り住む者が相次ぎ、震災前に7650人いた外国人は、震災の翌年には2156人まで減少した。横浜市では外国人に市外から戻ってきてもらうべく、復興事業として山手や根岸に市営住宅を建設した。山手234番館も、市営ではなく民間の事業であるものの、こうした外国人向けの集合住宅の一つである。竣工は1927年で、第二次世界大戦後の占領軍による接収を経て、1980年ごろまで外国人向けアパートメントとして使用された。1989年に、景観の保全を目的として横浜市が建物を取得。1997年より保全改修工事が行われ、1999年より一般公開されている。1999年には横浜市認定歴史的建造物に選定されている。

## 建築
地上2階建の木造建築で、中央の玄関を挟んで左右対称の間取り。2階も同様で、合わせて3LDKの同一形式4戸からなる集合住宅であった。寄棟造の屋根はセメント瓦で葺かれている。通りに面した側に居間兼食堂、その奥に台所、さらにその奥に3つの個室がある。建物中央部にある浴室に面して、換気と採光を目的として小さな光庭が設けられた。ベランダには、市が取得した当時にはガラス戸がはめられ、サンルームのように使われていた。1階左側の居間兼食堂には家具が配置され、当時の部屋の様子が再現されている。1階右側には創建当時の復元模型が展示されている。2階は貸しスペースとして、展覧会などに利用されている。設計は朝香吉蔵で、隣接地にあり同じ設計者の「えの木てい（旧 山手89-6番館）」との意匠の共通点も多い。朝香は1889年に山形県に生まれ、浅野造船所や横浜船渠を経て1923年に建築事務所を開設した。震災復興にあたり数多くの建築に携わったと考えられているが、明らかになっているのは山手234番館とえの木ていの2棟のみである。
現在は元町公園の施設として館内を無料で見学できる。同公園の付属施設として、山手本通りを挟んだエリスマン邸とベーリック・ホールも一般公開されている。みなとみらい線元町・中華街駅から徒歩8分、JR根岸線・市営地下鉄桜木町駅から神奈川中央交通バス11系統、「元町公園前」下車。第4水曜日休館。